# Anthony Quayle
Sir John Anthony Quayle CBE (Ainsdale, Anglaterra, 7 de setembre de 1913 - Londres, 20 d'octubre de 1989) fou un actor i director britànic.
Format a l'Acadèmia reial d'art dramàtic, es distingeix tant en papers clàssics del teatre (Hamlet, Enric V) com en el cinema (Els canons de Navarone, Lawrence d'Aràbia o, La caiguda de l'Imperi Romà).

## Carrera
Entre 1948 i 1956 va dirigir el Teatre Shakespeare Memorial, i va deixar la base per a la creació de la Royal Shakespeare Company. Entre els papers de Shakespeare que ell mateix va interpretar s'inclouen Falstaff, Otel·lo, Benedict a Much Ado About Nothing, Enric VIII d'Anglaterra, i Aarón a Titus Andronicus, al costat de Sir Laurence Olivier. A més, va ser Mosca a l'obra de Ben Jonson Volpone, i també va interpretar obres contemporànies.
El seu primer paper per al cinema va ser breu i sense crèdits a la pel·lícula de 1938 Pygmalion. Posteriors interpretacions cinematogràfiques van ser, entre d'altres, les que va fer al film d'Alfred Hitchcock Fals culpable , a Ice-Cold in Alex  (1958), Tarzan's Greatest Adventure (1959),  Els canons de Navarone  i a la pel·lícula de David Lean Lawrence d'Aràbia. Va ser nomenat a un Oscar al millor actor secundari el 1969 per la seva interpretació del Cardenal Thomas Wolsey a Anna dels mil dies. Va fer en diverses ocasions papers d'honrats oficials britànics, aportant la seva pròpia experiència durant la guerra i donant un grau d'autenticitat als personatges que no aconseguien altres actors no combatents. Un dels seus millors amics, de la seva època en l'Old Vic, va ser l'actor Alec Guinness, amb qui va coincidir a diversos films.
Quayle va debutar a Broadway amb l'obra The Country Wife el 1936. Trenta i quatre anys més tard, es va guanyar l'aplaudiment de la crítica pel seu paper protagonista a la peça de Anthony Shaffer Sleuth, per la qual va guanyar un premi Drama Desk.
Entre les seves interpretacions televisives s'inclou Armchair Theatre: The Scent of Fear  (1959) per a la cadena ITV, el paper principal en la sèrie de 1969 de l'ITC Entertainment Strange Report i el paper del General Villers en l'adaptació de 1988 de The Bourne Identity. També va ser el narrador de la sèrie documental Reaching for the Skies .

## Segona Guerra mundial
Soldat ras, Quayle és nomenat sotstinent d'artilleria el 7 de gener de 1940 després d'un curs d'oficials. És assignat a la Unitat auxiliar (Auxiliary Unit) de Northumberland com a oficial d'informació.
Les Unitats auxiliars, secretes, són establertes per portar operacions de guerrilla i d'hostilització, en una banda costanera de seixanta quilòmetres, contra les forces alemanyes, en cas d'invasió de la Gran Bretanya.
Comandant (temporalment), participa en les operacions d'infiltracions d'agents a Iugoslàvia per dirigir els maquis comunistes de Tito i a Albània, on és llençat en paracaigudes.
Reemplaça el comandant Gerry Field al capdavant del quarter general del OSS, transferit a la costa adriàtica, al sud de Valona, en una gruta anomenada Seaview, després que aquest hagi estat ferit greument per un explosiu.
Repatriat per una disenteria, la icterícia i el paludisme, és hospitalitzat a Bari, Itàlia. Després de la seva convalescència és destinat a Gibraltar fins al final de la guerra.
Temporalment Comandant, rep una citació (Mentioned in Despatch) el 23 de maig de 1946 en el marc de les operacions especials a la conca mediterrània.
Els seus records de guerra li han inspirat dues novel·les: Eight hours from England (1945) i Hom Such a Night (1947) i un recull de records sobre Albània i els Balcans A Time to Speak (Barrie & Jenkins - 1990).
Quayle és promogut Comandant de l'Orde de l'Imperi Britànic (CBE), en qualitat de director del Shakespeare Memorial Theatre de Stratford-on-Avon, el 5 de juny de 1952 després és ennoblit ( Knighthood, denominació Sir) el 5 de març de 1985.
L'abril de 1944, quan David Smiley troba el comandant Tony Quayle a Bari, a Itàlia, on es troba el quarter general del OSS per a les operacions a la conca mediterrània, aquest últim és hospitalitzat, patint paludisme, icterícia i disenteria.
Quan apareix l'actor alguns anys més tard sobre una llitera a la pel·lícula Els canons de Navarone, li sembla tornar-ho a veure tal com era al seu llit, a l'hospital militar de Bari. (Font Albanian Assignment de D. Smiley, pàgina 105)

## Vida privada
Quayle va ser nomenat cavaller el 1985 i va morir a Londres el 1989 a causa d'un càncer de fetge. Es va casar en dues ocasions. La seva primera esposa va ser l'actriu Hermione Hannen (1913-1983) i la seva segona esposa i vídua la també actriu Dorothy Hyson (1914-1996). Amb l'última va tenir dues filles, Jenny i Rosanna, i un fill, Christopher.

## Filmografia
- 1935: Moscow Nights: Vanya, soldat que dicta cartes
- 1938: Pygmalion: Perruquera d'Eliza
- 1938: Trelawny of the Wells (TV)
- 1938: A Farewell Supper (TV)
- 1939: Sun Up (TV): L'estranger
- 1948: Hamlet: Marcellus
- 1948: Saraband for Dead Lovers: Durer
- 1955: The Merry Wives of Windsor (TV): Falstaff
- 1955: Oh... Rosalinda!!: General Orlovsky
- 1956: La batalla del Riu de la Plata (The Battle of the River Plate): C. Harwood, HMS Ajax
- 1956: Fals culpable: Frank D. O'Connor
- 1957: Woman in a Dressing Gown: Jim Preston
- 1957: No Time for Tears: Dr. Seagrave
- 1958: The Man Who Wouldn't Talk: Frank Smith
- 1958: Ice-Cold in Alex: Capità der Poel / Hauptman Otto Lutz
- 1959: Serious Charge: El Reverend Howard Phillips
- 1959: Tarzan's Greatest Adventure: Slade
- 1960: The Challenge: Jim
- 1961: A Reason for Staying (TV): El General
- 1962: Els canons de Navarone (The Guns of Navarone): Vizard
- 1962: Lawrence d'Aràbia (Lawrence of Arabia): Coronel Brighton
- 1964: The Fall of the Roman Empire: Verulus
- 1964: East of Sudan: Richard Baker
- 1965: Miss Hanago (TV): Samurai
- 1965: Operació Crossbow (Operation Crossbow): Bamford
- 1965: Terror a Whitechapel (A Study in Terror): Dr. Murray
- 1966: The Poppies Are Also Flowers: el capità Vanderbilt
- 1966: Barefoot in Athens (TV): Pausanias
- 1966: Incompreso: John Duncombe
- 1967: Waste Places (TV): Daniel Bloch
- 1968: A Case of Libel (TV): Coronel Douglas
- 1969: Island Unknown: Narrador
- 1969: L'or d'en Mackenna (Mackenna's Gold): El vell anglès
- 1969: Before Winter Comes: Brigada Bewley
- 1969: Destiny of a Spy (TV): Coronel Malendin
- 1969: Red Peppers (TV): Mr. Edwards
- 1969: Anna dels mil dies (Anne of the Thousand Days): Cardenal Wolsey
- 1970: The Six Wives of Henry VIII (TV): Narrador (veu)
- 1972: Tot el que ha volgut saber sempre sobre el sexe…. (Everything You Always Wanted to Know About Sex * But Were Afraid to Ask): El rei
- 1973: Jarrett (TV): Cosmo Bastrop
- 1973: A Bequest to the Nation: Lord Minto
- 1973: The Evil Touch (serie TV): Host (1973)
- 1974: QB VII (TV): Tom Banniester
- 1974: The Tamarind Seed: Jack Loder, cap de l'MI6
- 1974: Great Expectations (TV): Jaggers
- 1975: Moses the Lawgiver (TV): Aaron
- 1976: The Story of David (TV): King Saul
- 1976: 21 hores a Múnic (21 Hours at Munich) (TV): General Zvi Zamir
- 1976: Ha arribat l'àguila (The Eagle Has Landed): Adm. Canaris
- 1977: Holocaust 2000: Professor Griffith
- 1978: Ice Age (TV): The Old Man
- 1979: Assassinat per decret (Murder by Decree): Sir Charles Warren
- 1979: Henry IV, Part I (TV): Sir John Falstaff
- 1979: Henry IV, Part II (TV): Sir John Falstaff
- 1981: Masada (TV): Rubrius Gallus
- 1981: Dial M for Murder (TV): Insp. Hubbard
- 1981: The Manions of America (TV): Lord Montgomery
- 1984: Oedipus at Colonus (TV): Oedipus
- 1984: The Testament of John (TV): John Douglas
- 1984: Lace (TV): Dr. Geneste
- 1984: The Last Days of Pompeii (TV): Quintus
- 1985: The Miracle (TV): el bisbe'
- 1985: The Key to Rebecca) (TV): Abdullah
- 1987: Reaching for the Skies (sèrie TV): Narrador
- 1988: The Bourne Identity) (TV): General Villiers
- 1988: La llegenda del Sant Bevedor: Distinguished Gentleman
- 1988: Buster, el robatori del segle (Buster): Sir James McDowell
- 1989: Magdalene: Father Noessler
- 1989: King of the Wind: Lord Granville
- 1989: Confessional (TV): The Pope
- 1990: The Endless Game (TV): Glanville
- 1993: The Princess and the Cobbler: King Nod (veu)

## Nominacions
- 1959 - BAFTA al millor actor per Ice-Cold in Alex
- 1970 - Oscar al millor actor secundari per Anna dels mil dies
- 1970 - Globus d'Or al millor actor secundari per Anna dels mil dies